# Комсомольский (Дагестан)
Комсомо́льский — посёлок городского типа в Республике Дагестан (Россия). Входит в состав городского округа город Кизляр.

## Географическое положение
Посёлок расположен в анклаве городского округа, расположенного между Кизлярским и Тарумовским районами, на правом берегу реки Таловка. Находится в 14 км к северу от города Кизляр.

## История
Указом Президиума ВС ДАССР от 29 августа 1962 года посёлок при заводе «Дагэлектроаппарат» в пригородной зоне города Кизляра отнесён к категории рабочих посёлков, с присвоением наименования — рабочий посёлок Комсомольский.

## Население
| 1959  | 1970  | 1979  | 1989  | 2002  | 2010  | 2012  |
| ----- | ----- | ----- | ----- | ----- | ----- | ----- |
| 336   | ↗2135 | ↗2215 | ↗2358 | ↗2567 | ↗2723 | ↗2741 |
| 2013  | 2014  | 2015  | 2016  | 2017  | 2018  | 2019  |
| ↘2722 | ↘2696 | ↘2649 | ↘2608 | ↘2568 | ↗2585 | ↗2586 |
| 2020  | 2021  | 2023  | 2024  | 2025  |       |       |
| ↗2594 | ↘2503 | ↘2485 | ↘2482 | ↗2489 |       |       |

Национальный состав
По результатам Всероссийской переписи населения 2021 года:
| Народ                           | Численность, чел. | Доля от всего населения, % |
| ------------------------------- | ----------------- | -------------------------- |
| русские                         | 1100              | 43,95 %                    |
| аварцы                          | 749               | 29,92 %                    |
| даргинцы                        | 279               | 11,15 %                    |
| лакцы                           | 89                | 3,56 %                     |
| кумыки                          | 58                | 2,32 %                     |
| лезгины                         | 57                | 2,28 %                     |
| ногайцы                         | 46                | 1,84 %                     |
| армяне                          | 27                | 1,08 %                     |
| другие                          | 77                | 3,08 %                     |
| нет / не указана национальность | 21                | 0,84 %                     |
| всего                           | 2503              | 100 %                      |

## Транспорт
У юго-западной окраины посёлка расположена железнодорожная станция Северо-Кавказской железной дороги — разъезд № 17.

## Русская православная церковь
Церковь Казанской Божьей Матери. Открыта в 2009 году